# La Mérope
La Mérope és una òpera en tres actes de Domènec Terradelles. S'estrenà al Teatro delle Dame de Roma el 1743. Es va estrenar a Catalunya al jardí dels tarongers a Can Bartomeu el juliol de 1955 a partir de l'edició feta per Robert Gerhard. El febrer de 2025, en versió de concert al Gran Teatre del Liceu, es va estrenar en una nova versió crítica editada a partir dels dos manuscrits existents de l'obra.